# Paramonacanthus choirocephalus
Paramonacanthus choirocephalus es una especie de peces de la familia Monacanthidae en el orden de los Tetraodontiformes.

## Morfología
- Los machos pueden llegar alcanzar los 11 cm de longitud total.
- Número de  vértebras 19.[1][2]

## Hábitat
Es un pez de mar y de clima tropical y demersal que vive hasta los 8 m de profundidad.

## Distribución geográfica
Se encuentra en Tailandia, Malasia, el noroeste de Australia, las Filipinas, Indonesia y Nueva Guinea.

## Observaciones
Es inofensivo para los humanos.